# Édith Lejet

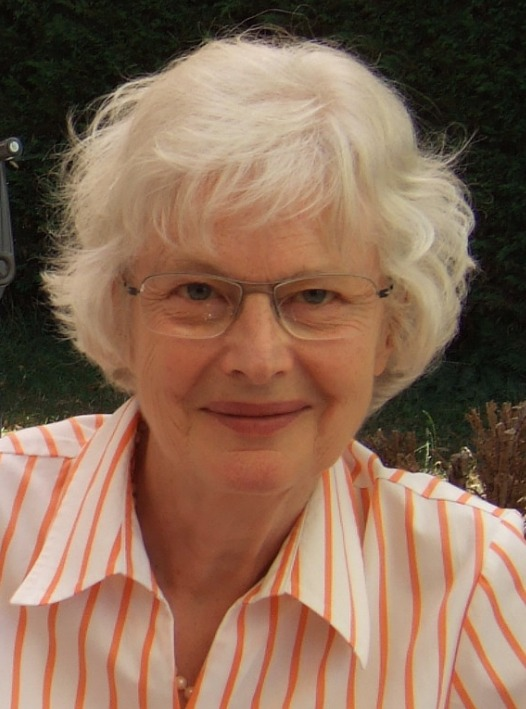
Édith Lejet (2011)

Édith Lejet (* 19. Juli 1941 in Paris; † 15. Juli 2024) war eine französische Komponistin.

## Leben
Lejet studierte bei Jean Rivier und André Jolivet und von 1963 bis 1968 am Pariser Konservatorium. Im letzten Studienjahr gewann sie den Prix de Rome. Von 1968 bis 1970 lebte sie als Stipendiatin in der Casa de Velázquez in Madrid, danach unterrichtete sie Harmonielehre am musikologischen Institut der Sorbonne. 
Von 1972 bis 2005 war sie Professorin am Pariser Konservatorium und von 2003 bis 2020 für Komposition an der École normale de musique de Paris.
Lejet komponierte Orchesterstücke, kammermusikalische und Solowerke sowie Vokalmusik.

## Werke (Auswahl)
- Quatre Mélodies sur le Poème de Cante Jondo de Federico García Lorca für Alt und Klavier, 1965
- Musique pour Trompette et Quintette de Cuivres 1968
- Le Journal d’Anne Frank für Frauenchor und Instrumente, 1968–1970
- Monodrame, Konzert für Violine und Orchester, 1969
- Quatuor de Saxophones, 1974
- Harmonie du Soir, für Streicher, 1975–1977
- Espaces Nocturnes, 1976
- L’Homme qui avait perdu sa Voix, musikalisches Spiel für fünf Stimmen und elf Instrumente, 1984
- Ressac für Orchester, 1985
- Cérémonie für Saxophonensemble, 1986
- Les Rois-Mages, Oratorium, 1987–1989
- Ave Maria für Orgel, 1988
- Les Mille-Pattes, musikalische Erzählung für Kinderchor und Instrumente, 1989
- Sept Chants Sacrés, für Frauenchor und Orgel, 1990
- Améthyste für Streicher, 1990
- Trois Eaux-Fortes für Klavier, 1990–1992
- Océan Pathétique, Hommage au peintre Maurice Denis, 1994
- Echoes in the Valley, 1995
- Trois Chants pour un Noël für Kinderchor und Instrumente, 1995
- Missa Brevis, 1996
- Triptyque für Orgel, 1997
- Des Fleurs en Forme de Diamants, Gitarrenkonzert, 1997
- Psaume de Joie, 1998
- Deux Poèmes de Rimbaud für Sopran, Klarinette, Saxophon, Marimba und Harfe, 1999
- Parcours en duo für Saxophon und Perkussionsinstrumente, 2001
- Diptyque für Orgel und Streicher, 2002–2003